# Všehrdy

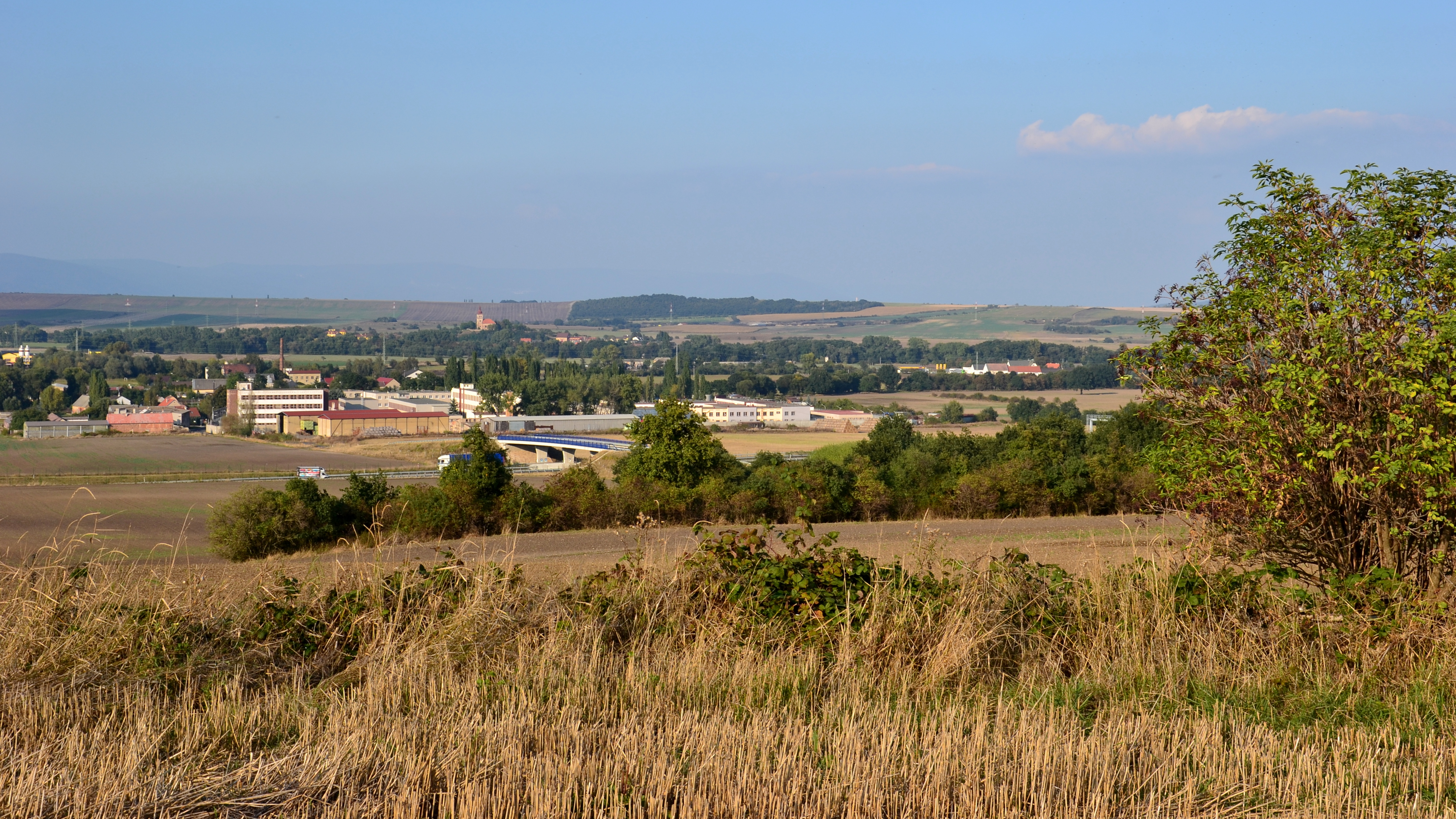
Všehrdy (2016)

Všehrdy (deutsch Tschern) ist eine Gemeinde in Tschechien. Sie liegt sechs Kilometer südöstlich des Stadtzentrums von Chomutov und gehört zum Okres Chomutov.

## Geographie
Všehrdy befindet sich im Nordböhmischen Becken am Bach Hačka. Südlich erhebt sich der Holetický vrch (Holetitzer Berg, 333 m). Im Südwesten führt die Bahnstrecke Praha–Chomutov durch den 1758 m langen Tunnel Droužkovice. Nördlich des Dorfes führt die Staatsstraße I/7 zwischen Chomutov und Postoloprty vorbei; im Zuge des Ausbaus zur Schnellstraße R 7 erfolgte eine Umtrassierung südlich des Dorfes.
Nachbarorte sind Údlice im Norden, Přečaply und Nezabylice im Nordosten, Hořenec im Osten, Lažany und Hrušovany im Südosten, Denětice und Holetice im Süden, Střezov und Březno im Südwesten sowie Droužkovice im Nordwesten.

## Geschichte
Die erste schriftliche Erwähnung des zur Herrschaft Rothenhaus gehörigen Dorfes erfolgte im Jahre 1295.
Seit dem 19. Jahrhundert begann in der Umgebung des Dorfes der Abbau von Braunkohle in mehreren Schächten. 1847 lebten in den 26 Häusern des Dorfes 141 Menschen. Im selben Jahre wurde in Tschern eine Ziegelei gegründet. Tschern war immer zu Rothenhaus untertänig, im Ort befand sich ein herrschaftlicher Meierhof.
Nach der Aufhebung der Patrimonialherrschaften bildete Tschern/Všehrdy ab 1850 eine politische Gemeinde im Gerichtsbezirk Komotau bzw. Bezirk Komotau. 1868 wurde der Ort dem Gerichtsbezirk Komotau zugeordnet. 1894 hatte das Dorf 240 Einwohner und bestand aus 36 Häusern. 1930 lebten in Tschern 252 Menschen. Die Bewohner des Dorfes lebten überwiegend von der Landwirtschaft oder arbeiteten in der Ziegelei. Schul- und Pfarrort war Pritschapl. Nach dem Münchner Abkommen wurde die Gemeinde 1938 dem Deutschen Reich zugeschlagen und gehörte bis 1945 zum Landkreis Komotau. 1939 hatte Tschern 243 Einwohner. Nach dem Zweiten Weltkrieg kam der Ort zur Tschechoslowakei zurück und die deutschen Einwohner wurden vertrieben. In der zweiten Hälfte des 20. Jahrhunderts stellte die Ziegelei den Betrieb ein. Größter Arbeitgeber im Ort war das Staatsgut, ein Teil der Bewohner arbeitete in den Betrieben von Chomutov. 1958 wurde das Gefängnis eingeweiht. Mit Beginn des Jahres 1981 wurde Všehrdy nach Údlice eingemeindet. Seit 1990 besteht die Gemeinde wieder. Die Strafanstalt wurde seit den 1980er Jahren erweitert und es entstanden Wohnblöcke für das Personal. Seit der letzten Erweiterung im Juni 2007 verfügt die Jugendstrafanstalt für Männer über 599 Plätze.

## Gemeindegliederung
Für die Gemeinde Všehrdy sind keine Ortsteile ausgewiesen.

## Sehenswürdigkeiten
- Kapelle der hl. Anna, am Dorfplatz
- Naturreservat Střezovská rokle (Stresauer Rachel), Trockental südlich des Dorfes